# 블랙회사에 다니고 있는데, 지금 나는 한계에 도달했는지도 모른다
《블랙회사에 다니고 있는데, 지금 나는 한계에 도달했는지도 모른다》(ブラック会社に勤めてるんだが、もう俺は限界かもしれない)는 2008년 6월 26일 신초샤에서 발매된 비즈니스론 서적이다. 인터넷 전자 게시판 2채널의 뉴스속보(VIP)판에서 2007년 11월부터 12월까지의 기록을 기반으로 한 책이며, 책의 이름은 해당 스레드의 제목 이름에서 유래하였다.

## 줄거리
주인공은 어느 날, 3년 전에 입사한 기업에서 한계를 느끼고 2007년 11월 24일 21시 38분 07초 44에 이 책의 출처가 된 스레드 "블랙회사에 다니고 있는데, 지금 나는 한계에 도달했는지도 모른다"를 설립한다. 주인공은 해당 스레드에서 그 한계를 전하기 위해 입사 스레드를 내기까지 회사에서 일어난 일을 쓰기로 한다.

## 도서 정보
- 黒井勇人「ブラック会社に勤めてるんだが、もう俺は限界かもしれない 」(新潮社、2008年6月) ISBN 978-4-10-471521-3
- 黒井勇人「ブラック会社に勤めてるんだが、もう俺は限界かもしれない 」(新潮社、2009年10月) ISBN 978-4-10-128671-6 (文庫版)

## 영화판
《블랙회사에 다니고 있는데, 지금 나는 한계에 도달했는지도 모른다》는 일본에서 제작된 사토 유이치 감독의 2009년 코미디 영화이다. 코이케 텟페이 등이 주연으로 출연하였다.

## 출연

### 주연
- 코이케 텟페이
- 다나베 세이치

### 조연
- 마이코
- 시나가와 히로시
- 이케다 테츠히로
- 나카무라 야스히
- 다나카 케이
- 아사카 마유미
- 키타미 토시유키
- 모리모토 레오
- 스가 타카마사

## 기타
- 미술: 오타 키쿠오